# Stan Hugill
 (novembre 2019).
Si vous disposez d'ouvrages ou d'articles de référence ou si vous connaissez des sites web de qualité traitant du thème abordé ici, merci de compléter l'article en donnant les références utiles à sa vérifiabilité et en les liant à la section « Notes et références ».
Stanley James Hugill, né le 19 novembre 1906 à Hoylake (Cheshire, Angleterre) et mort le 13 mai 1992 à Aberystwyth (Pays de Galles), est un chanteur britannique spécialisé dans le chant de marins, également peintre de marines.
Ancien marin sur les bateaux à voile, il est connu comme the Last Working Shantyman ("le dernier chanteur de marine"). Après la disparition de son métier dans la marine à voile, il a dédié sa vie à l'étude et à l'histoire des chants de marins.

## Biographie
Engagé en 1922 comme chanteur professionnel sur le Garthpool, quatre-mâts barque et dernier long-courrier à voile de la marine britannique, Stan Hugill y navigue jusqu'au naufrage du navire au large du Cap-Vert en 1929. Dans les années 1930, il navigue sur la goélette Black Douglas. Il continue d'exercer le métier de marin jusqu'à la Seconde Guerre mondiale où il sera fait prisonnier par les Allemands pendant 4 ans et demi.
Après la guerre, il obtient un diplôme à la Japanese, Oriental & African School London University en 1948. En 1950 à Aberdovey (Pays de Galles) il devient instructeur dans une école d'apprentissage du métier de marin, la Outward Bound Sea School, jusqu'à sa retraite en 1978. Dès lors, il se spécialise dans la peinture de marine (+ de 250 toiles) et participe à de nombreuses manifestations en rapport avec le chant de marins.

## Postérité

### LeStan Hugill Memorial Trophy
En 1993, un prix d'interprétation de chants de marins est créé en sa mémoire, le Stan Hugill Memorial Trophy, qui récompense le gagnant du concours Tall Ships' Crews Shanty Competition. Ce concours, devenu international à partir de 2000, se tient à Douarnenez en Bretagne.

### Grande scène du festival du chant de marin de Paimpol
La grande scène du festival du chant de marin de Paimpol est nommée "Stan Hugill" en son honneur.

## Enregistrements et publications

### Livres
- Shanties from the Seven Seas
- Sailor Town
- Shanties and Sailor Songs
- Sea Shanties
- Songs of the Seas

### Enregistrements sonores
- Shanties from the Seven Seas
- On Board the Cutty Sark
- A Salty Fore Topman
- Chants des marins anglais
- Sailing Days
- Stan Hugill Reminisces
- Stan Hugill
- Men and the Sea Men
- Sea Songs : Newport, Rhode Island - Songs from the Age of Sail (en collaboration avec le X Seamen's Institute et David Jones)
- Sea Songs: Louis Killen, Stan Hugill et les X Seamen's Institute chantent le Cape Horn au Seattle Chantey Festival (avec Louis Killen et le X Seamen's Institute).
- When the Wind Blows

### Vidéos
- Stan Hugill, The Last Shantyman
- All I Ask is a Tall Ship ("The World About Us", BBC TV)
- The Last Voyage of the Garthpool ("Yesterday's Witness", BBC TV)